# 迦太基圍城戰 (前149年)
迦太基圍城戰是第三次布匿戰爭一場最重要的圍城戰役，始於公元前149年。迦太基全民同心奮勇抗敵，於公元前146年春投降，迦太基城及其國家滅亡，羅馬人種族滅絕迦太基人。

## 圍城
在這段時間，城內迦太基人將城市變成一個大型兵工廠。迦太基人每日製造約 300 把劍， 500 支矛， 140 個盾及為弩炮及投石機的1,000弩槍。